# 米哈·方丹
米哈·方丹（法語：Miha Fontaine，2004年1月3日—），加拿大自由式滑雪運動員，他代表加拿大隊參加了中國舉行的2022年冬季奧林匹克運動會，並且在混合團體空中技巧比賽上獲得銅牌。